# ダウガフピルス

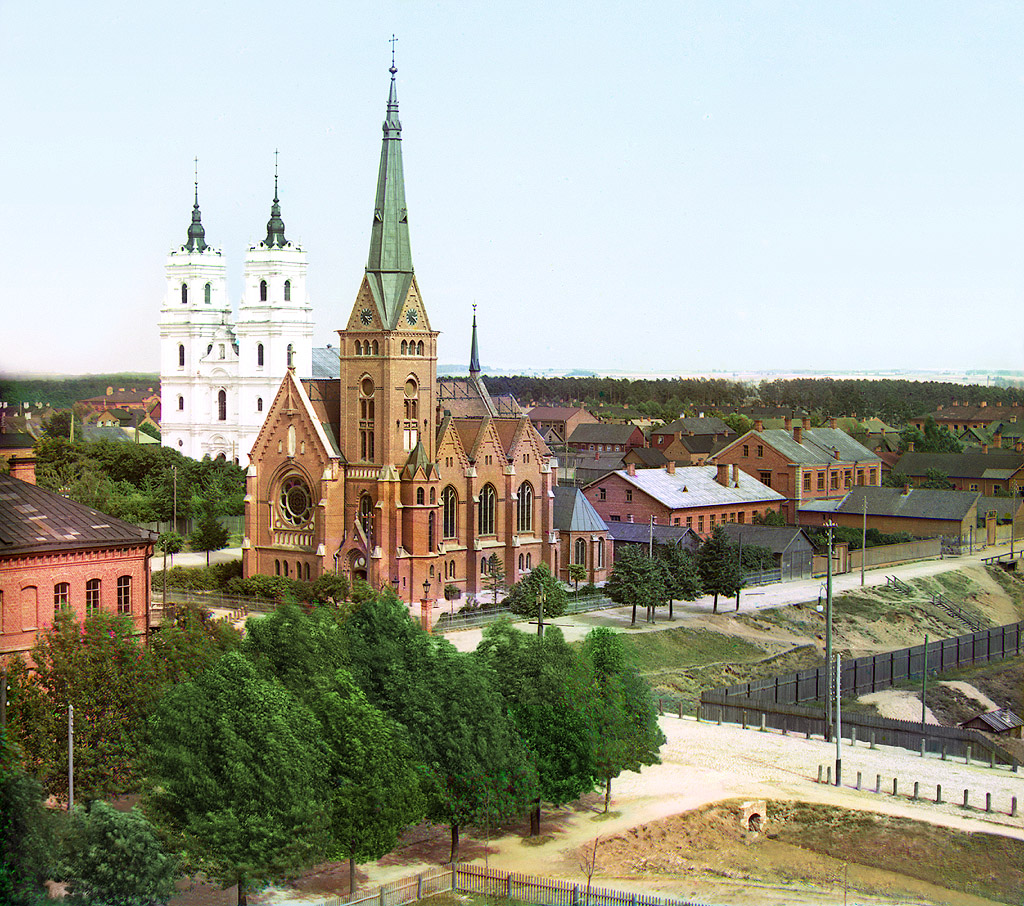
1912年のダウガフピルス

ダウガフピルス（ラトビア語: Daugavpils、発音:発音: [ˈdaʊɡaʊpils] ( 音声ファイル)）は、ラトビアの都市。ダウガヴァ川（ドヴィナ川）に跨る。ダウガフピルスはロシア語読み（ロシア語: Даугавпилс）で、ラトビア語ではダウガウピルスと呼ぶ。

## 名称
- ラトビア語: ダウガウピルス Daugavpils 発音:発音: [ˈdaʊɡaʊpils] ( 音声ファイル)
- ラトガリア語: ダウクピルス Daugpiļs [ˈdaʊkʲpʲilʲsʲ]
- ロシア語: ダウガフピルス Даугавпилс [ˈdaʊɡəfpʲɪls] 、ドヴィンスク Двинcк (Dvinsk)
- ドイツ語: デューナブルク Dünaburg
- イディッシュ語: デネンブルグ דענענבורג (Denenburg)
- ポーランド語: ディネブルク Dyneburg、ヅヴィヌフ Dźwinów、ヅヴィンスク Dźwińsk（このうち、ディネブルクとヅヴィンスクという名はポーランドにおいて今日でも使用される）
- ベラルーシ語: ジヴィンスク Дзьвінск (Dźvinsk)
- リトアニア語: ダウクピリス Daugpilis

地名の変遷
- デューナブルク (Dünaburg 1275年–1656年、リヴォニア帯剣騎士団～ポーランド・リトアニア共和国)
- ボリソグレブスク (Borisoglebsk 1656年–1667年、北方戦争中のロシア占領期)
- デューナブルク (Dünaburg 1667年–1893年、ポーランド・リトアニア共和国～ロシア帝国)
- ドヴィンスク (Dvinsk 1893年–1920年、ロシア帝国期の改名)
- ダウガウピルス / ダウガフピルス (Daugavpils 1920年- 、ラトビア独立～ソビエト連邦～ラトビア再独立)

## 地理
ダウガフピルスはラトビアの首都リガから南東に230kmほどの場所に位置し、ダウガヴァ川沿いにある。
この都市はベラルーシとリトアニアに面しており、また120kmほどの国境がロシアと接している。この都市は美しい湖に囲まれている。

## 人口

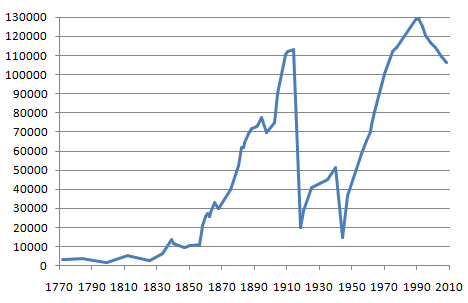
人口の推移（1772年–2008年）

人口は10万4857人（2009年現在）で、ラトビア第2の都市である。
各民族の構成は以下のようになっている。
- ロシア人 – 55,320人 (52.8 %)
- ラトビア人 – 18,411人 (17.6 %)
- ポーランド人 – 15,327人 (14.6 %)
- ベラルーシ人 – 8,206人 (7.8 %)
- ウクライナ人 – 2,253人 (2.1 %)
- リトアニア人 – 1,005人 (1.0 %)
- その他 – 4,335人 (4.1 %)

## 歴史
1275年、リヴォニア帯剣騎士団たちによって建設された城がこの都市の起源となっている。この都市は歴史を通じて様々な帝国の支配下に置かれ、名前も変わってきている。1918年のラトビアの独立に際し、"ダウガフピルス"となった。

## 文化
ダウガフピルスはラトビア東部において重要な都市である。22の小学校・中学校があり、4つの職業訓練学校、1つの芸術学校、またダウガフピルス大学とリガ工科大学の一部がある。
また、多くの歴史的建築物やモニュメントがある。特に18世紀よりある要塞は重要な史跡となっている。

## ユダヤ教徒のデネンブルグ
ロシア帝国時代はユダヤ教徒居住区のヴィテプスク県に属した。
2つの鉄道の交わる地点にあった。
1897年のセンサスによれば人口は7万2231で、3万2369人がユダヤ人であった。

## 有名な出身者
- ドヴィンスクのメイール・シムハ Meir Simcha of Dvinsk - タルムーディスト、共同体指導者で、アハローニーム（ハラハーのラビ）の一人
- ウリャーナ・セミョーノヴァ Uljana Semjonova - バスケットボール選手
- グジェゴシュ・フィテルベルク - ヴァイオリニスト・作曲家・指揮者
- ソロモン・ミホエリス - イディッシュ俳優
- ヴワディスワフ・ラギニス Władysław Raginis - ポーランド軍指導者
- マーク・ロスコ（ロトコヴィチ） - 20世紀を代表する画家
- ヨセフ・ローゼン（ロガチョフのガオン） Yosef Rozen - ラビ
- モーゼス・アリエ・レープ・フリートラント Moses Arye Löb Friedland

## 姉妹都市
- ハダースレフ, デンマーク
- ムータラ, スウェーデン
- ラドム, ポーランド
- フェラーラ, イタリア
- ナロ・フォミンスク, ロシア
- ヴィテプスク, ベラルーシ
- ラムラ, イスラエル
- ハルビン, 中国
- サンクト・ペテルブルク, ロシア
- パネヴェジース, リトアニア
- モスクワ・中央区, ロシア
- ハルキウ, ウクライナ

## 気候
| ダウガフピルスの気候                                    | ダウガフピルスの気候 | ダウガフピルスの気候 | ダウガフピルスの気候 | ダウガフピルスの気候 | ダウガフピルスの気候 | ダウガフピルスの気候 | ダウガフピルスの気候 | ダウガフピルスの気候 | ダウガフピルスの気候 | ダウガフピルスの気候 | ダウガフピルスの気候 | ダウガフピルスの気候 | ダウガフピルスの気候 |
| 月                                                      | 1月                  | 2月                  | 3月                  | 4月                  | 5月                  | 6月                  | 7月                  | 8月                  | 9月                  | 10月                 | 11月                 | 12月                 | 年                   |
| ------------------------------------------------------- | -------------------- | -------------------- | -------------------- | -------------------- | -------------------- | -------------------- | -------------------- | -------------------- | -------------------- | -------------------- | -------------------- | -------------------- | -------------------- |
| 最高気温記録 °C （°F）                                  | 11.1 (52)            | 13.1 (55.6)          | 18.4 (65.1)          | 27.4 (81.3)          | 31.8 (89.2)          | 33.1 (91.6)          | 35.1 (95.2)          | 33.5 (92.3)          | 31.3 (88.3)          | 23.6 (74.5)          | 16.3 (61.3)          | 10.6 (51.1)          | 35.1 (95.2)          |
| 平均最高気温 °C （°F）                                  | −1.8 (28.8)          | −1.1 (30)            | 4.0 (39.2)           | 12.2 (54)            | 18.1 (64.6)          | 21.4 (70.5)          | 23.7 (74.7)          | 22.5 (72.5)          | 17.0 (62.6)          | 9.9 (49.8)           | 3.6 (38.5)           | −0.2 (31.6)          | 10.78 (51.4)         |
| 日平均気温 °C （°F）                                    | −4.1 (24.6)          | −4.1 (24.6)          | 0.0 (32)             | 6.7 (44.1)           | 12.2 (54)            | 15.8 (60.4)          | 18.1 (64.6)          | 16.8 (62.2)          | 11.9 (53.4)          | 6.3 (43.3)           | 1.5 (34.7)           | −2.2 (28)            | 6.58 (43.83)         |
| 平均最低気温 °C （°F）                                  | −7.0 (19.4)          | −7.7 (18.1)          | −4.3 (24.3)          | 1.1 (34)             | 5.7 (42.3)           | 9.7 (49.5)           | 12.1 (53.8)          | 11.0 (51.8)          | 7.0 (44.6)           | 2.7 (36.9)           | −0.8 (30.6)          | −4.5 (23.9)          | 2.08 (35.77)         |
| 最低気温記録 °C （°F）                                  | −42.7 (−44.9)        | −43.2 (−45.8)        | −32.0 (−25.6)        | −18.6 (−1.5)         | −5.5 (22.1)          | −1.3 (29.7)          | 2.1 (35.8)           | −1.5 (29.3)          | −5.0 (23)            | −14.7 (5.5)          | −24.1 (−11.4)        | −38.7 (−37.7)        | −43.2 (−45.8)        |
| 降水量 mm （inch）                                      | 40.3 (1.587)         | 38.7 (1.524)         | 35.5 (1.398)         | 34.6 (1.362)         | 61.6 (2.425)         | 74.2 (2.921)         | 72.9 (2.87)          | 71.7 (2.823)         | 56.1 (2.209)         | 58.6 (2.307)         | 48.4 (1.906)         | 42.8 (1.685)         | 635.4 (25.017)       |
| 平均降水日数 （≥1.0 mm）                                | 9.6                  | 7.7                  | 8.5                  | 8.0                  | 9.2                  | 9.9                  | 11.1                 | 10.2                 | 11.7                 | 9.8                  | 11.4                 | 11.9                 | 119.0                |
| 平均月間日照時間                                        | 35.1                 | 62.2                 | 133.4                | 195.1                | 270.2                | 271.9                | 277.2                | 244.5                | 156.4                | 87.9                 | 30.5                 | 24.9                 | 1,789.3              |
| 出典1：LVĢMC (平均値：1991年-2020年、極値：1891年-現在) |                      |                      |                      |                      |                      |                      |                      |                      |                      |                      |                      |                      |                      |
| 出典2：NOAA (平均降水日数:1961年-1990年)                |                      |                      |                      |                      |                      |                      |                      |                      |                      |                      |                      |                      |                      |